# Чернышова, Наталья Александровна
Наталья Александровна Чернышова (до замужества — Шапошникова; род. 12 января 1956, Коноваловка, Куйбышевская область) — советская и российская журналистка и общественный деятель. Председатель Союза журналистов Московской области.

## Биография
Наталья Чернышова родилась 12 января 1956 года в селе Коноваловка Борского района Куйбышевской области (сейчас Самарская область).
Окончила исторический факультет Куйбышевского государственного университета, аспирантуру философского факультета Московского государственного университета имени М. В. Ломоносова, Московский социально-политологический университет.
Первоначально занималась педагогической работой — преподавала в куйбышевских вузах: авиационном институте имени С. П. Королёва и электротехническом институте связи.
С 1991 года стала заниматься журналистской и общественной работой. В 1991—2004 годах была главным редактором общественно-политической газеты Наро-Фоминского района Московской области «Основа».
В 2001 году была избрана председателем Союза журналистов Московской области. На этом посту занималась несколькими проектами — было проведено комплексное исследование подмосковной прессы, внедрён курс практической журналистики, курс повышения квалификации журналистов, медиаобразования для учителей и старшеклассников, проводится «Медианеделя Подмосковья», организованы творческие конкурсы, автопробег для журналистов региона.
В 2012 году стала главным редактором издательства «Подмосковье».
С 2013 года — секретарь совета Союза журналистов России. Занимается вопросами повышения квалификации сотрудников прессы, координации работы и обмена опытом между руководителями региональных отделений СЖР.
Входит в общественные советы при подмосковных отделениях Росреестра и Госадмтехнадзора, в общественный совет по безопасности дорожного движения при ГИБДД.
Заслуженный работник культуры России, заслуженный работник печати Московской области. Награждена региональной общественной премией в области средств массовой информации имени В. А. Мельникова, знаком Союза журналистов России «За заслуги перед профессиональным сообществом», почётной грамотой Президента РФ за заслуги в развитии отечественных СМИ и многолетнюю плодотворную деятельность (2019).